# Тарик ибн Зияд
Та́рик ибн Зия́д (араб. طارق بن زياد‎; 670 — 720) — арабский полководец берберского происхождения, инициировавший мусульманское завоевание Пиренейского полуострова (современные Испания и Португалия) в 711-718 годах нашей эры.
Он возглавил большую армию и пересек Гибралтарский пролив с североафриканского побережья, объединив свои войска у того, что сегодня известно как Гибралтарская скала. Название «Гибралтар» является испанским производным от арабского названия Джабаль Тарик (араб. جل طارق‎‎), что означает «гора Тарика», названная в его честь.

## Происхождение
О личности Тарика известно крайне мало. Учёные не располагают достоверной информацией ни о его семье, ни о дате и месте смерти. Его имя, по различным версиям, переводится как «утренняя звезда», «стучащий в дверь», «путь». Вторая часть имени может означать по-арабски «завоеватель, странник», но неясно, связано ли это с именем его отца или же дано как прозвище после завоевания Испании. Вероятно, он был бербером, принявшим ислам, хотя некоторые источники приписывают ему персидское происхождение.

## История

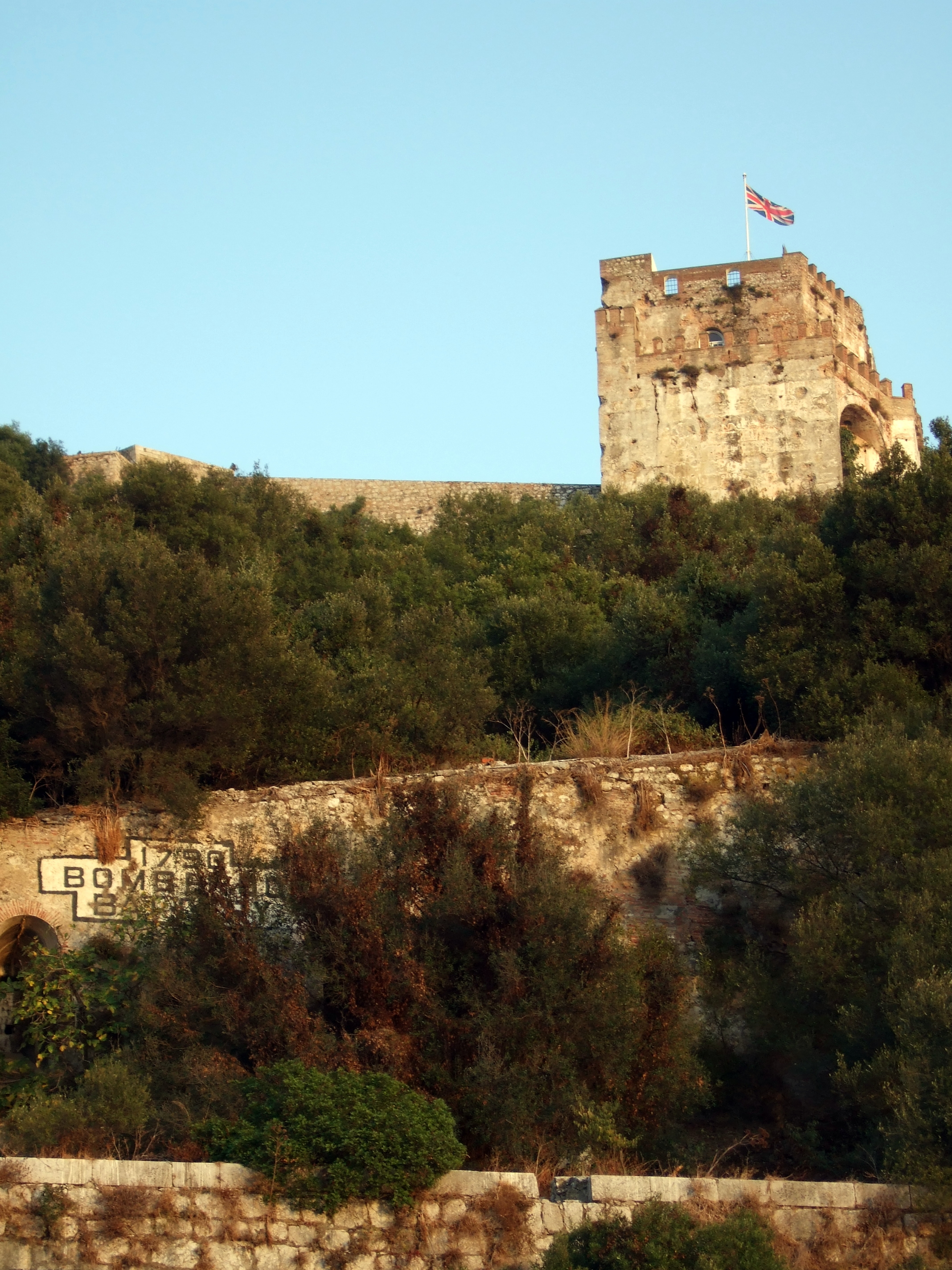
Башня уважения Мавританского замка, символ мусульманского правления в Гибралтаре

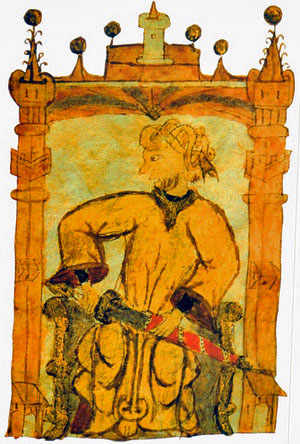
Стилизованное изображение

Он подчинялся в качестве военачальника и губернатора Танжера наместнику Ифрикии Мусе ибн Нусайру (703—714). После первого успешного рейда марокканских мусульман на территорию вестготов, проходившего под командованием Тарифа ибн Маллука (июль 710 года), Тарик вторгся весной 711 года на Пиренейский полуостров с войском, составлявшим примерно 7000 человек, в основном берберов. Он высадился на мысе Гибралтар, получившем с тех пор его имя (Джаба́ль Та́рик — «Гора́ Та́рика»), и из этой точки мусульмане распространили свою власть на Пиренейский полуостров (Аль-Андалус).
После того как Тарик получил подкрепление в 5000 человек (арабов и берберов), он одержал решающую победу над вестготским королём Родерихом в длившейся восемь дней битве при Гвадалете. Хотя средневековые хронисты объясняли поражение вестготов изменой части готской знати, современные исследования  доказывают, что это не так. После гибели в бою Родериха сопротивление вестготов быстро иссякло, и Тарик, невзирая на приказы Мусы ибн Нусайра, скоро завоевал Кордову, Малагу и столицу Толедо.
В июне 712 года прибыл Муса ибн Нусайр с преимущественно арабским войском (18 000 человек), захвативший вскоре Медину-Сидонию, Кармону и Севилью. Хотя Тарик был наказан за неуважение к приказам, оба военачальника продолжали завоевание и продвинулись до Сарагосы и Наварры. Однако уже вскоре возникли распри вокруг разделения покорённых территорий. В то время как арабы заселяли в основном юг страны, берберов наделяли землёй в северных районах. Тарик не успел перейти Пиренеи и вторгнуться в Септиманию, поскольку был вызван в 714 году вместе со своим руководителем Мусой в Дамаск по приказу халифа Валида I. Халиф, рассерженный тем, что Тарик и Муса информировали его о ходе завоевания, но не следовали его приказам, лишил их должностей и подверг опале.